# Mikołaj Bielski
Mikołaj Bielski herbu Przerowa – podwojewodzi biecki w 1635 roku, pisarz grodzki biecki.